# Алксняй (Рокишкский район)
Алксняй (лит. Alksniai) — населённый пункт в Рокишкском районе Паневежского уезда Литвы. Входит в состав Юодупского староства.
Населённый пункт расположен у Литовско-латвийской границы на берегу озера Акмена (ранее — Ильзенбургское озеро).

## История
В начале XX века населённый пункт носил название Еллерн (Эллерн). Он входил в состав Фридрихштадтского уезда Курляндской губернии. В энциклопедическом словаре Брокгауза и Ефрона говорится об этом местечке: «На покинутом кладбище два надгробных камня, которым народ приписывает целебную силу; паломники оставляют на них деньги, воск, одежду и разные другие предметы и затем купаются в Илзенбургском озере».

## Население
| 1959                           | 2001 | 2011 |
| ------------------------------ | ---- | ---- |
| 71                             | 25   | 17   |
| Гистограмма динамики населения |      |      |